# Андижанска област
Андижанска област (узб. Andijon viloyati, Андижон вилояти; ујг. ئەندىجان ۋىلايەتى) једна је од 12 области Узбекистана. Налази се у источном делу Ферганске долине. Подељена је на 14 округа, а главни град области је Андижан.